# Arc conopial

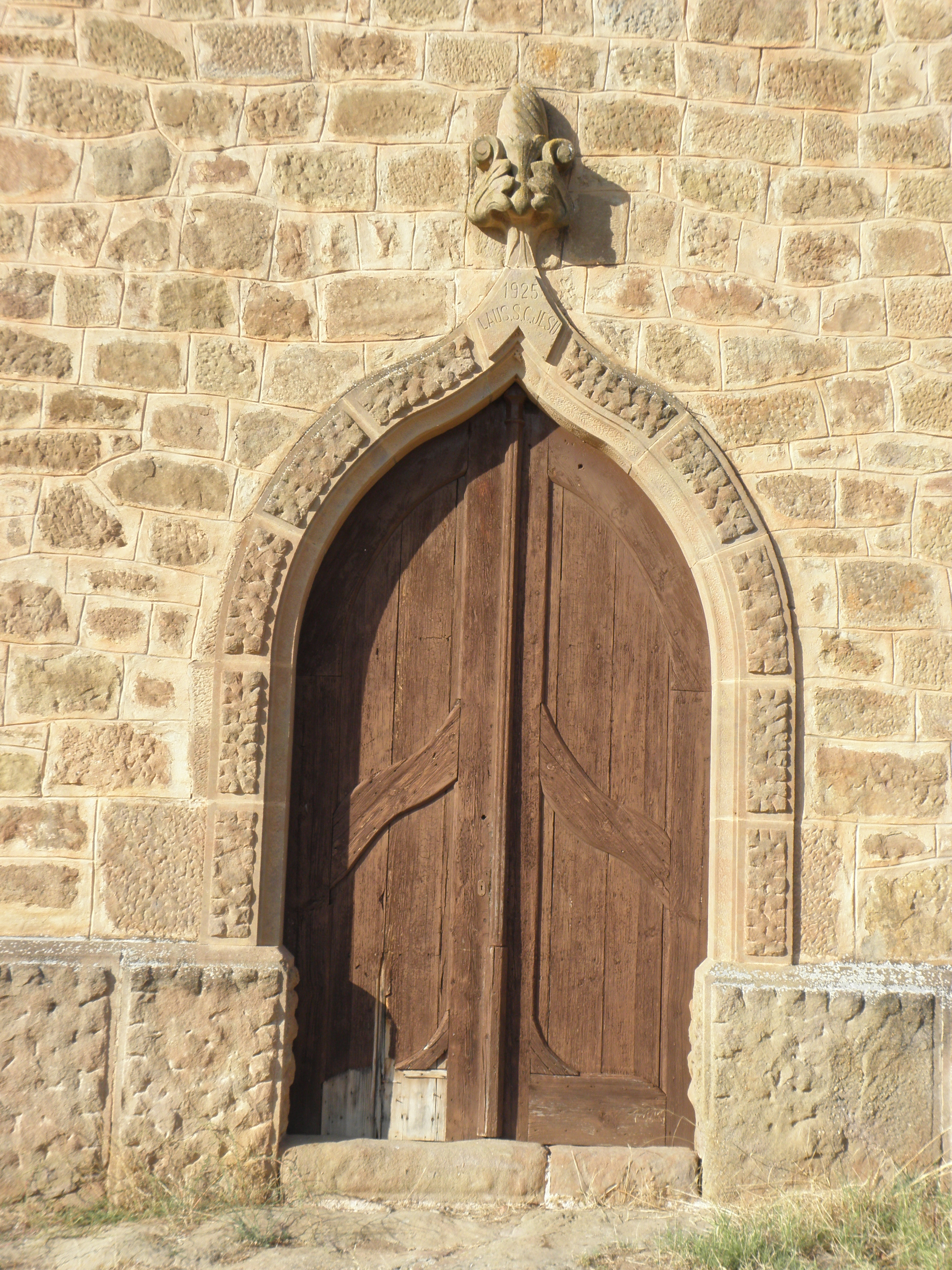
Arc conopial a l'església de Sant Jaume de Sallent, a Pinell (Solsonès)

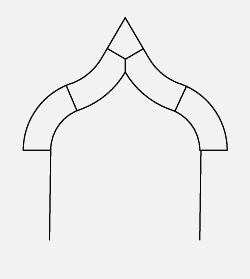
Arc conopial

L'arc conopial és el format per quatre segments d'arc de cercle, dos dels quals estan invertits i tenen el seu centre per damunt de l'arc i es troben en la clau formant una escotadura. La paraula conopial prové etimològicament de la paraula llatina conopeum, que significa el cortinatge que, a manera de dosser o baldaquí, cobreix un llit. Aquest arc fou molt utilitzat durant els segles XIV, XV i XVI en l'arquitectura gòtica tardana. Hom en distingeix diversos tipus:
- Arc conopial normal. Els radis de les quatre curvatures són petits i aquestes queden unides per dos segments rectilinis, horitzontals.
- Arc conopial de taló. Els centres superiors i inferiors se situen, per parelles, a la mateixa vertical. Els segments de circumferència que dibuixen són de 90 °.
- Arc d'esquena d'ase. Les corbes còncaves externes són de radi més gran que les convexes interiors; al mateix temps, les primeres tenen un angle molt superior als 90 ° (consegüentment, les segones el tenen més petit).
- Arc conopial de ferradura. Els centres inferiors se situen per sobre de la línia de les impostes i produeixen el tancament de l'arc propi dels arcs de ferradura.

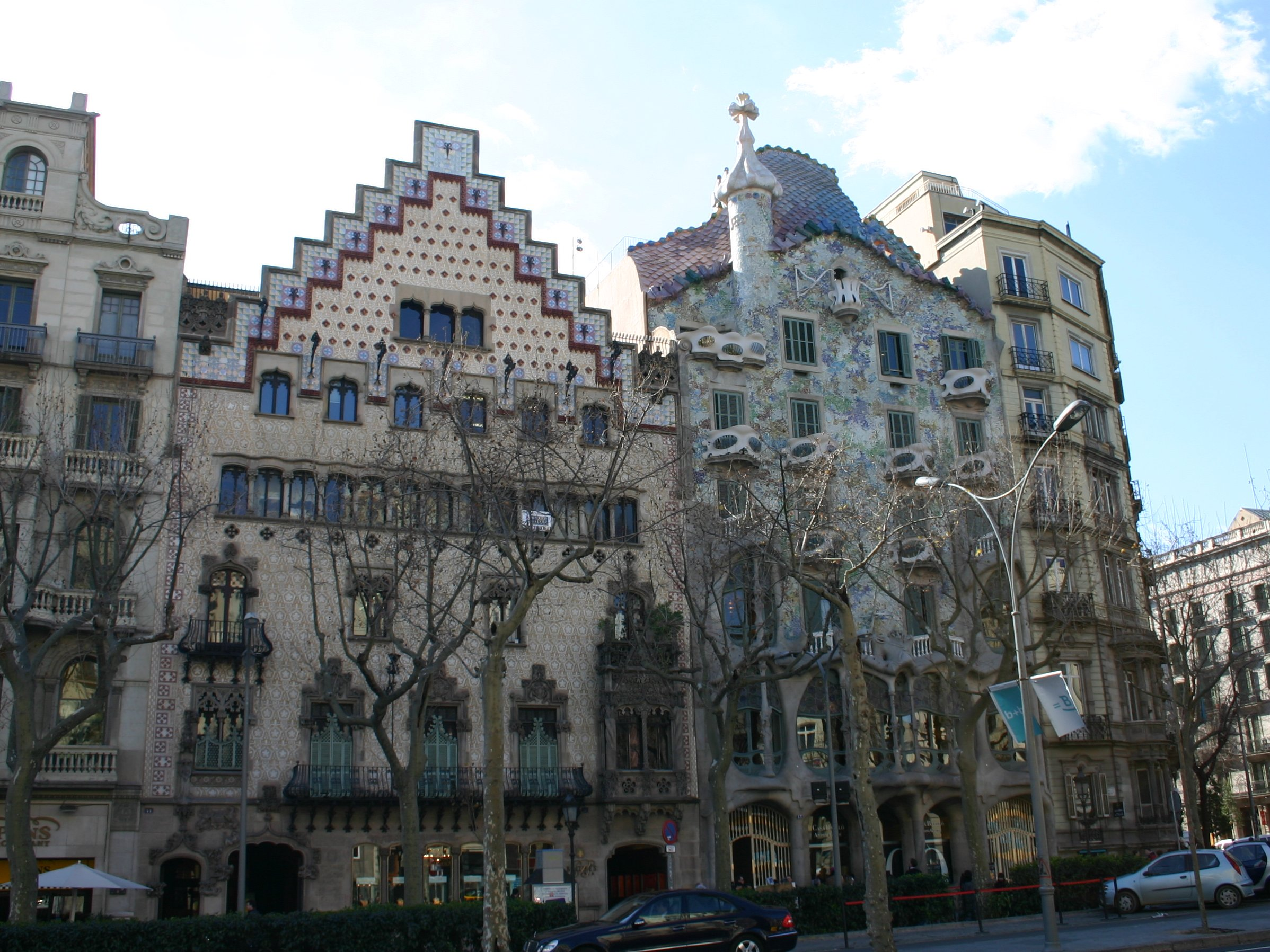
Arcs conopials a la casa Ametller, obra de Josep Puig i Cadafalch, a Barcelona
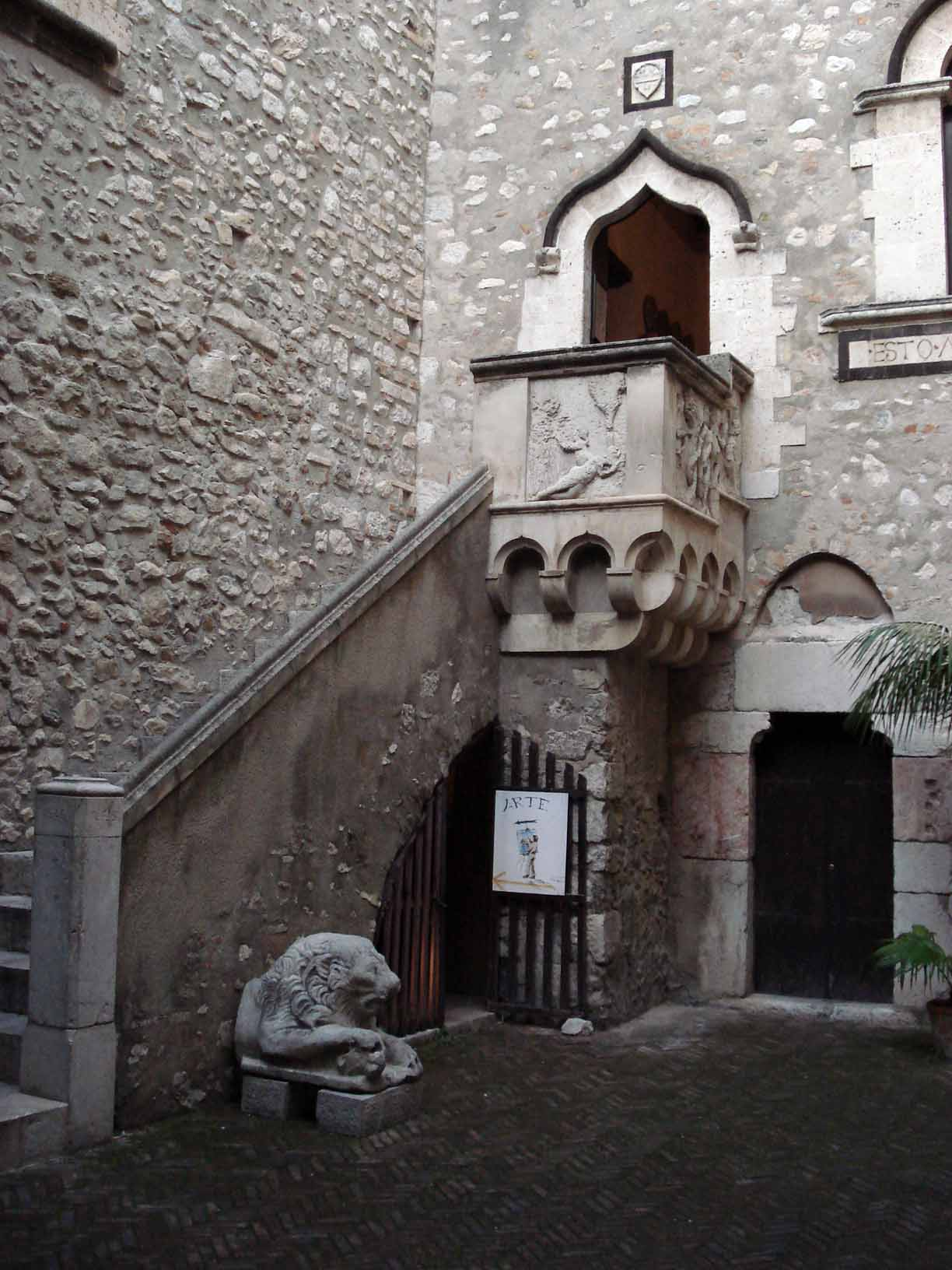
Arc conopial al Palazzo Corvaja, a Taormina (Sicília)
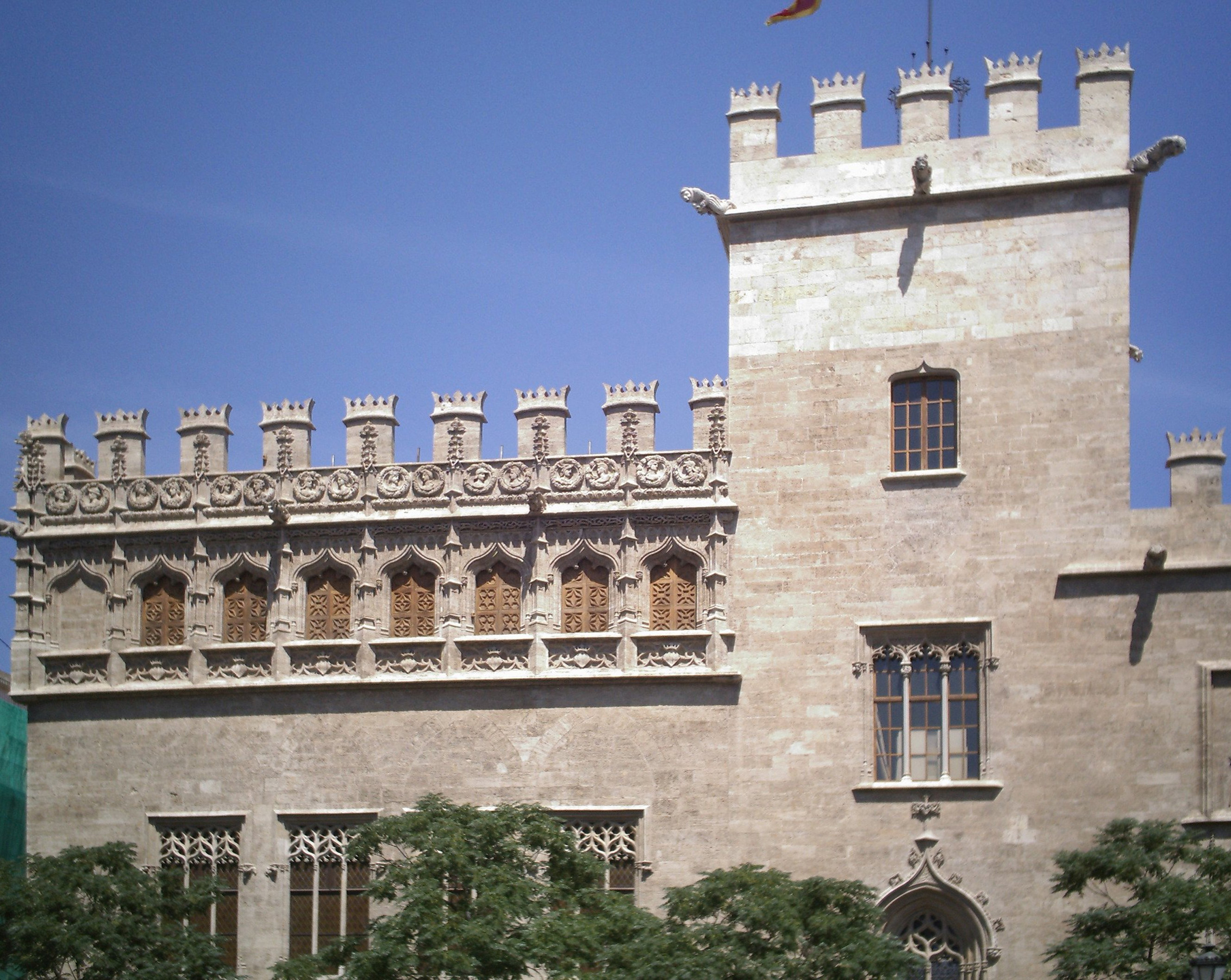
Llotja de València: arc conopial a la torre i filera d'arcs conopials de taló a la galeria del pis superior
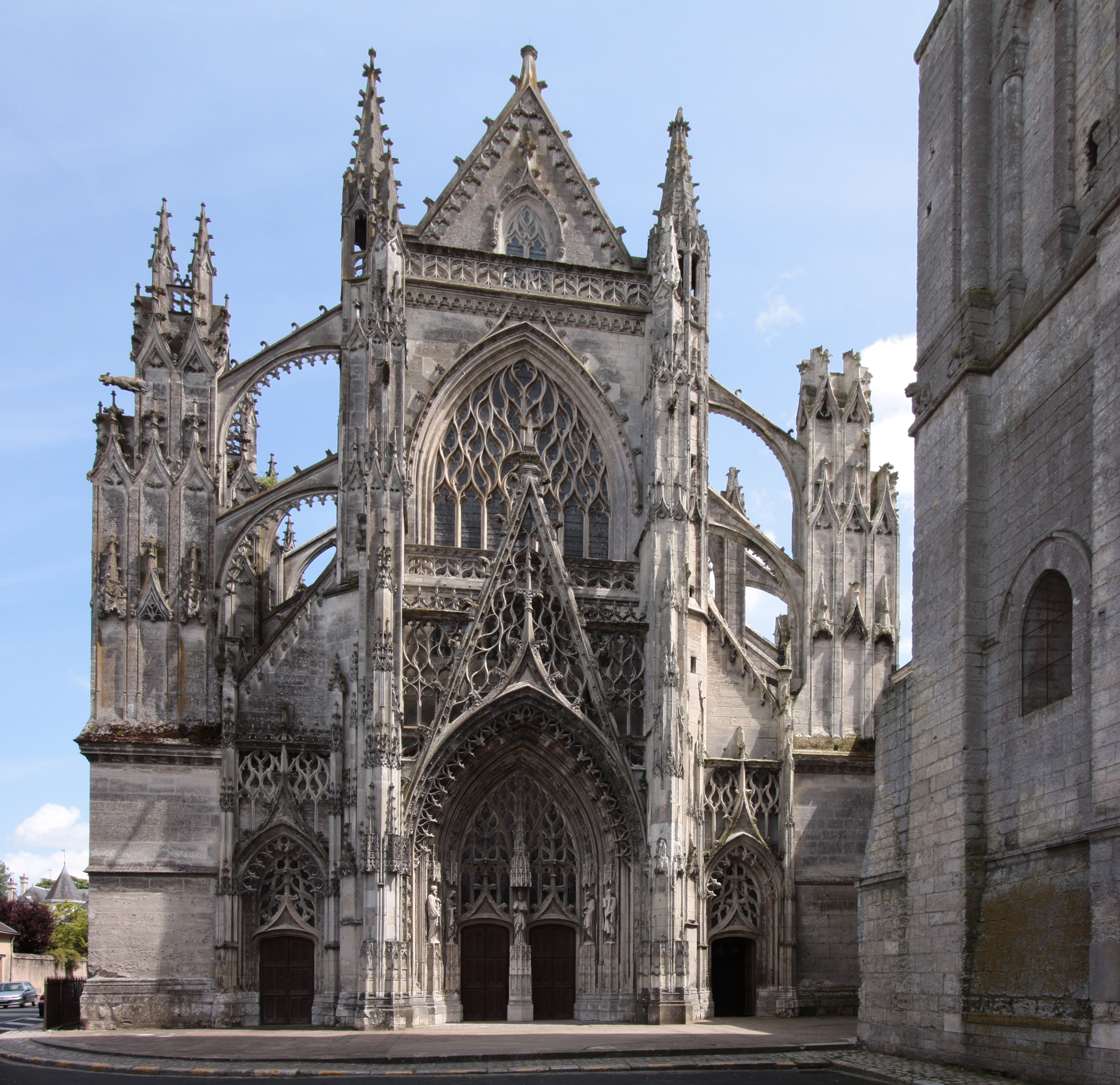
Arcs conopials flamígers a la façana de la catedral de Vendôme (França)
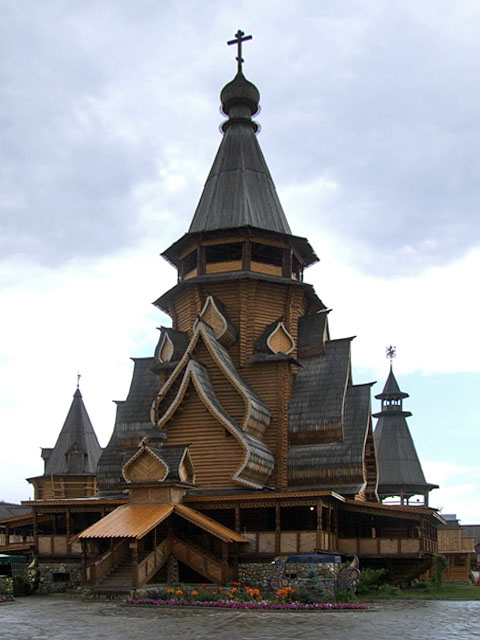
Arcs conopials de ferradura a l'església de Sant Nicolau, al Kremlin d'Izmàilovo (Moscou, Rússia)
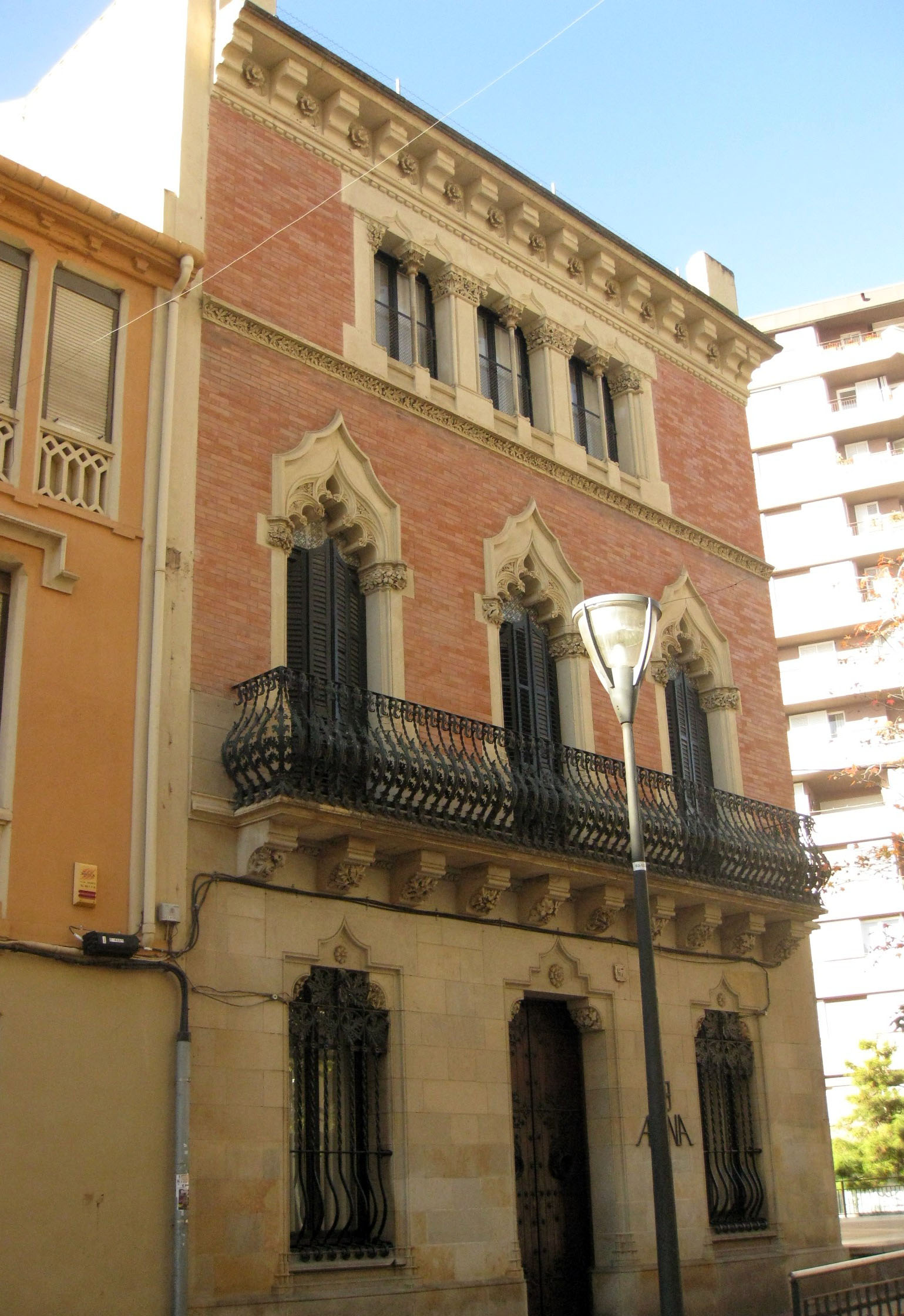
Arcs conopials a la casa Pujals i Puigarnau, obra de Lluís Muncunill, a Terrassa